# Vjekoslav Noršić
Vjekoslav Noršić (Samobor, 8. lipnja. 1880. – 16. siječnja 1953.), hrvatski povjesničar i svećenik. 
Završio studij teologije na Katoličkom bogoslovnom fakultetu Sveučilišta u Zagrebu. Osnivač je samoborske pučke knjižnice i čitaonice te jedan od suradnika pri osnivanju samoborskog muzeja. Intenzivno se bavio proučavanjem povijesti Samobora, crkvenom povijesti, povijesti plemićkih obitelji u Hrvatskoj. Bio je počasni konzervator Zemaljskog povjerenstva za čuvanje umjetničkih i historijskih spomenika (1913. – 1920.) i povjerenik Zemaljskog arhiva u Zagrebu. Autor je brojnih članaka koji su mu tiskani u Gradji za povijest hrvatske književnosti, Vjesniku državnog arhiva i drugdje. 
Najpoznatija djela su mu: 
- "Povijest župe Sv. Barbare u Bedekovčini" (1926.),
- "Franjevački samostan u Samoboru" (1929.),
- "Samobor - grad" (1912.,1942.,1992.),
- "Povijest župe B. D. Marije u Zlataru" (1941.) i dr.

U rukopisu je ostala Povijest župe Sv. Anastazije, Gradja za povijest samostana sv. Leonarda.